# Венцелево
Венцелево (рос. Венцелево) — село у Ленінському районі Єврейської автономної області Російської Федерації.
Входить до складу муніципального утворення Біджанське сільське поселення. Населення становить 383 особи (2010).

## Історія
Згідно із законом від 26 листопада 2003 року органом місцевого самоврядування є Біджанське сільське поселення.

## Населення
| 2002 | 2010 |
| ---- | ---- |
| 550  | ↘383 |